# Michel Sonnius
Michel Sonnius (mort vers 1589) est un imprimeur français.

## Biographie
Il remplace Gilles Beys à la tête de la succursale de Christophe Plantin à Paris en 1577. Il édite Jean Froissart, Girolamo Cardano, Montaigne, etc.

## Quelques ouvrages
- Histoire des guerres faictes par l'Empereur Justinian, contre les Vandales et les Goths de Procope de Césarée,  1587

## Galerie

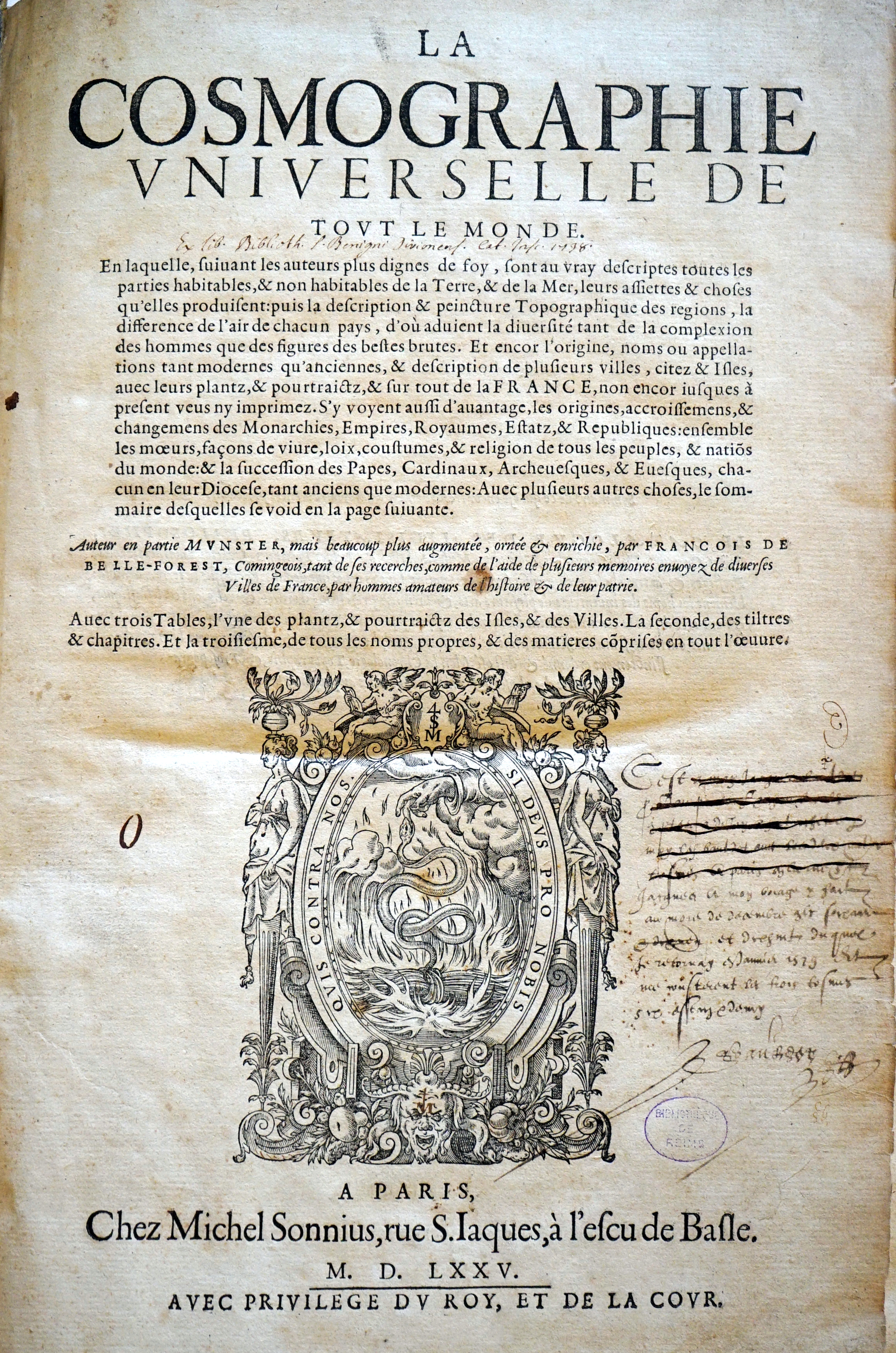
Sa marque de libraire sur le Cosmographie Universelle... de François de Belleforest, exemplaire de l'abbaye Saint-Bénigne de Dijon conservé à la bibliothèque Carnegie (Reims).
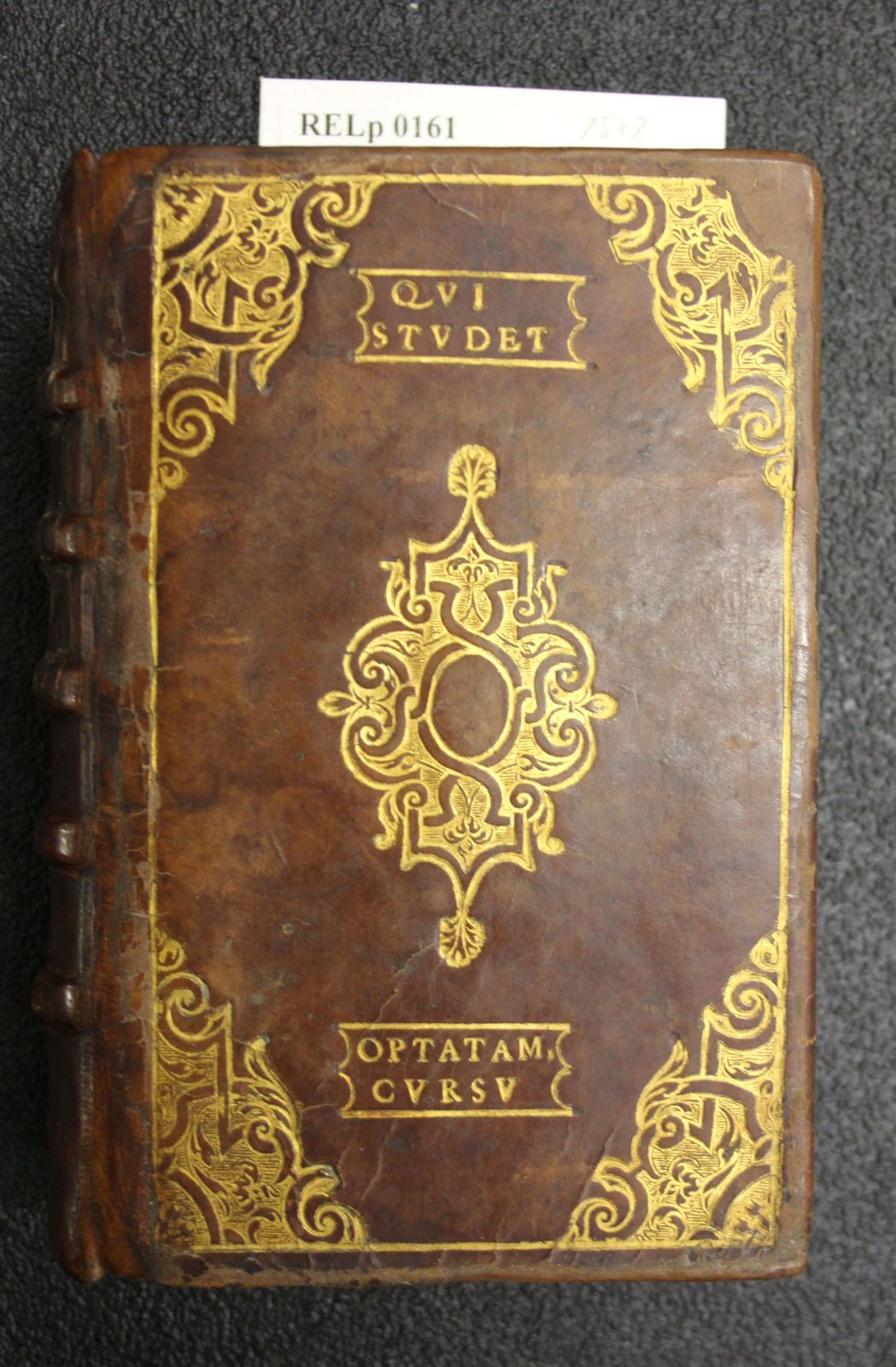
Bibliothèque du Patrimoine de Clermont Auvergne Métropole
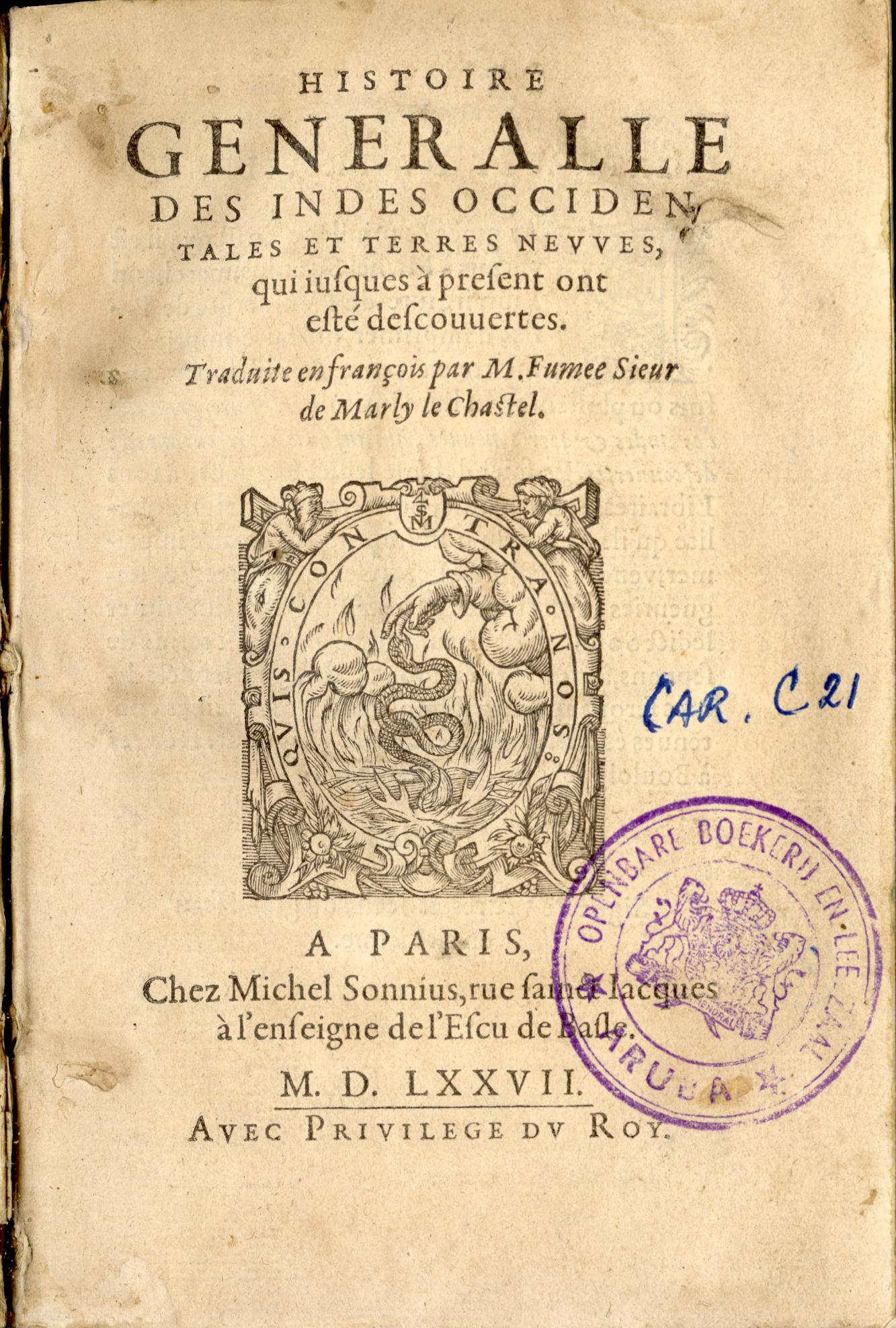
Bibliothèque d'Aruba